# Plaza de toros de Vera
La plaza de toros de Vera es la plaza de toros más antigua de la provincia de Almería y una de las 10 más antiguas de Andalucía. Está situada en el Sureste de la ciudad de Vera, en la calle Mojigatos. Fue inaugurada en el año 1879, recientemente fue restaurada y reinaugurada el 25 de septiembre de 1997 tras unos años de ausencia de festejos al encontrarse en mal estado. La plaza es de estilo mudéjar y posee una fachada en piedra.

## Características
La plaza de toros es de estilo mudéjar y su fachada está construida con piedra y arenisca al descubierto. Sus dimensiones son de 70 metros de diámetro y 40 metros de diámetro del ruedo. La plaza cuenta con cinco corrales, ocho chiqueros , un patio de caballos y con un aforo de 4800 personas, que se distribuye entre 5 tendidos. Entre las instalaciones de ella se incluyen una oficina para los veterinarios, una enfermería, calabozos, una sala de despiece y una capilla con una imagen de Ntra Sra de las Angustias Patrona de Vera, donada por el Club Taurino en el año de la reinauguración de la plaza.

## Historia

### Antecedentes

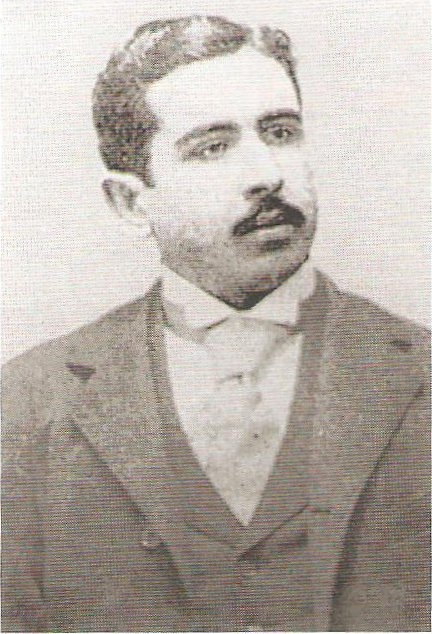
Victoriano Sampedro y Vallejo, primer presidente de la Sociedad Taurina

Existen referencias históricas en documentos del archivo histórico municipal de la celebración de festejos con toros en pueblo de Vera que se remontan hasta el siglo XVI. Durante el tiempo desde las primeras celebraciones de festejos taurinos hasta que la plaza de toros se inauguró, se realizaron diversas celebraciones taurinas como conmemoración de acontecimientos importantes a pesar de las críticas a estas prácticas por parte de la Iglesia católica durante este periodo de tiempo. En el siglo XVIII, debido al inicio de la monarquía de los Borbones, la nobleza abandonó estas prácticas hasta que fueron finalmente prohibidas por parte de varios de los reyes Borbones durante este siglo. Esta prohibición, sumada a una crisis económica provocó que no se celebrarán festejos taurinos hasta el primer tercio del siglo XIX.

### Construcción de la plaza
El desarrollo económico y demográfico que sufrió esta zona con el descubrimiento de nuevas explotaciones de plomo en la Sierra Almagrera en 1839, hizo que los poderes económicos de la burguesía comarcal se incrementaran. En 1878 y como consecuencia del enriquecimiento económico de la burguesía, el abogado veratense Tomás de Haro Haro, quien era dueño de los terrenos donde se edificó la plaza, y el empresario malagueño Carlos Huelin Larrain, se asociaron para llevar a cabo el proyecto de construcción de la plaza de toros. La plaza se inauguró el 25 de septiembre de 1879 con la festividad de San Cleofás.

### Inicios de la plaza ysigloXX
A finales del siglo XIX el empresario de la plaza Pablo Capilla dejó de pagar la contribución por lo que la plaza fue embargada a Tomás de Haro, quien tuvo que asumir los pagos del embargo. 
A partir de este suceso, la plaza se fue abandonando poco a poco. Además, la escasa calidad de la obra inicial contribuyó a ello y a que la popularidad de los festejos fuera decayendo hasta que dejaron de realizarse.

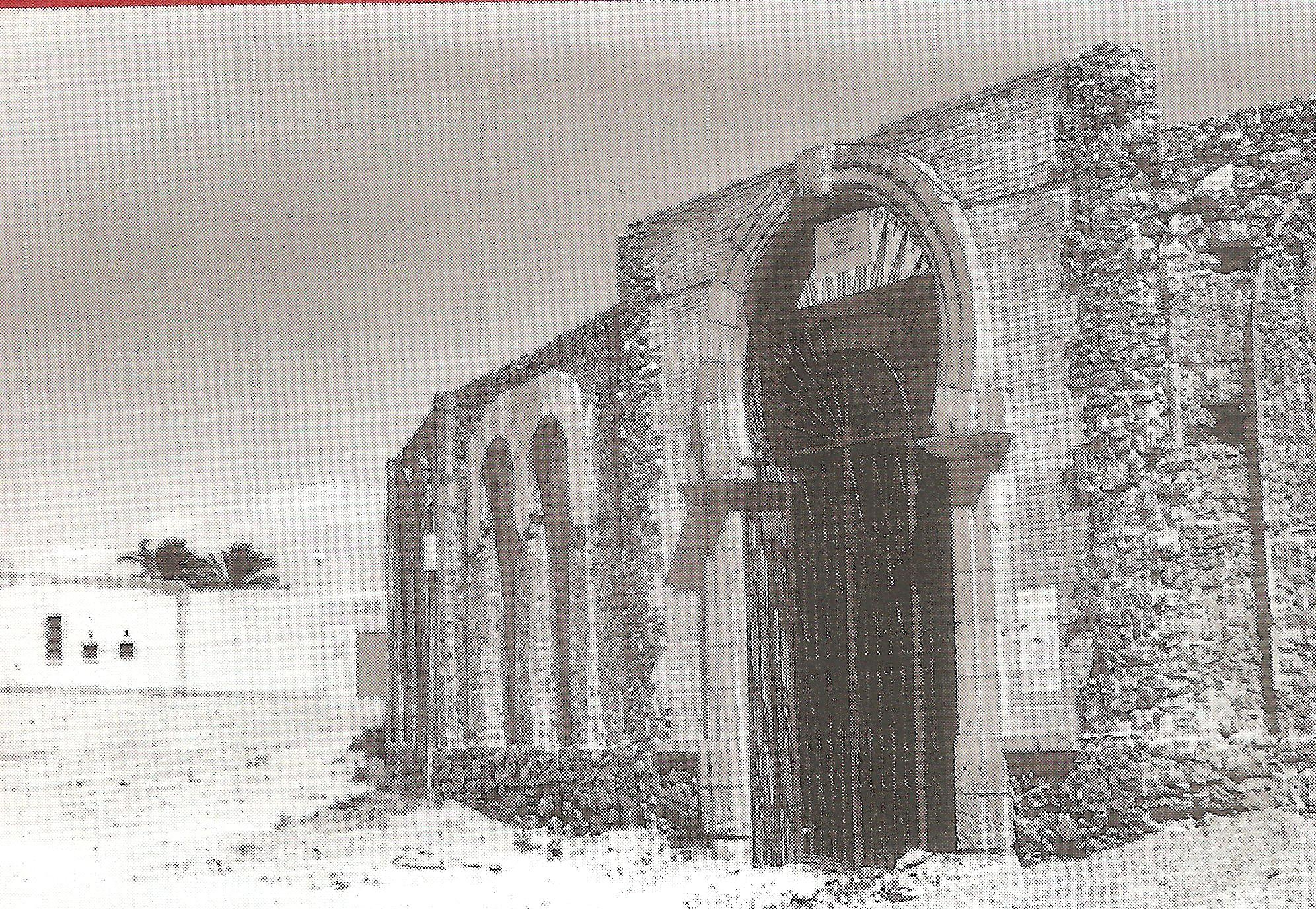
Plaza de toros de Vera antes de la restauración

A comienzos del siglo XX, la comarca entró en una recesión económica como consecuencia del cese de la actividad minera. Para solucionar el cese de los festejos agravado por la situación económica, un grupo de empresarios veratenses encabezados por Victoriano Sampedro y Vallejo, se unieron fundando la Sociedad Civil Anónima "Taurina Veratense" en 1904 con el objetivo de revitalizar la celebración de festejos taurinos. La sociedad compró la plaza a Tomás de Haro por un precio de 2000 ptas. 
La sociedad inició la reconstrucción de la plaza con Diego Cervantes como encargado del proyecto. Debido a la envergadura del proyecto, cuyos costes fueron mayores de los previstos en un principio, y a que algunos de los miembros de la sociedad dejaron de contribuir se tuvieron que abaratar costes en la construcción. Esto sumado a una gran epidemia que asoló el país en el año 1912 y a las malas cocsechas agrícolas en esta época, obligaron a la sociedad a suspender durante seis meses los pagos de sus socios. En el año 1913 un grupo de veratenses formaron la Empresa Popular de Toros y Aviación que prestó 400 ptas a la sociedad para financiar las obras. Aunque a partir de este préstamo y de la continuación de las obras se llevaron a cabo algunas corridas entre 1914 y 1916, la situación financiera de la sociedad no mejoró, las obras cesarón y la sociedad se disolvió en 1917.
Durante la Guerra Civil, el estado de la plaza se agravó y solo se conserva constancia de una corrida en septiembre de 1924 a lo largo de este periodo. En 1943, se realizaron retoques en la plaza para poder lidiar toros en ella. Sin embargo, la situación de la plaza hace que en 1954 se ponga a subasta pública y sea adquirida por el Ayuntamiento. A partir de dicho suceso, se inició una etapa dorada para la plaza, en la participaron en numerosas corridas las figuras más importantes de la tauromaquia del momento. Este periodo de esplendor duro hasta 1983.

### Reconstrucción y situación actual

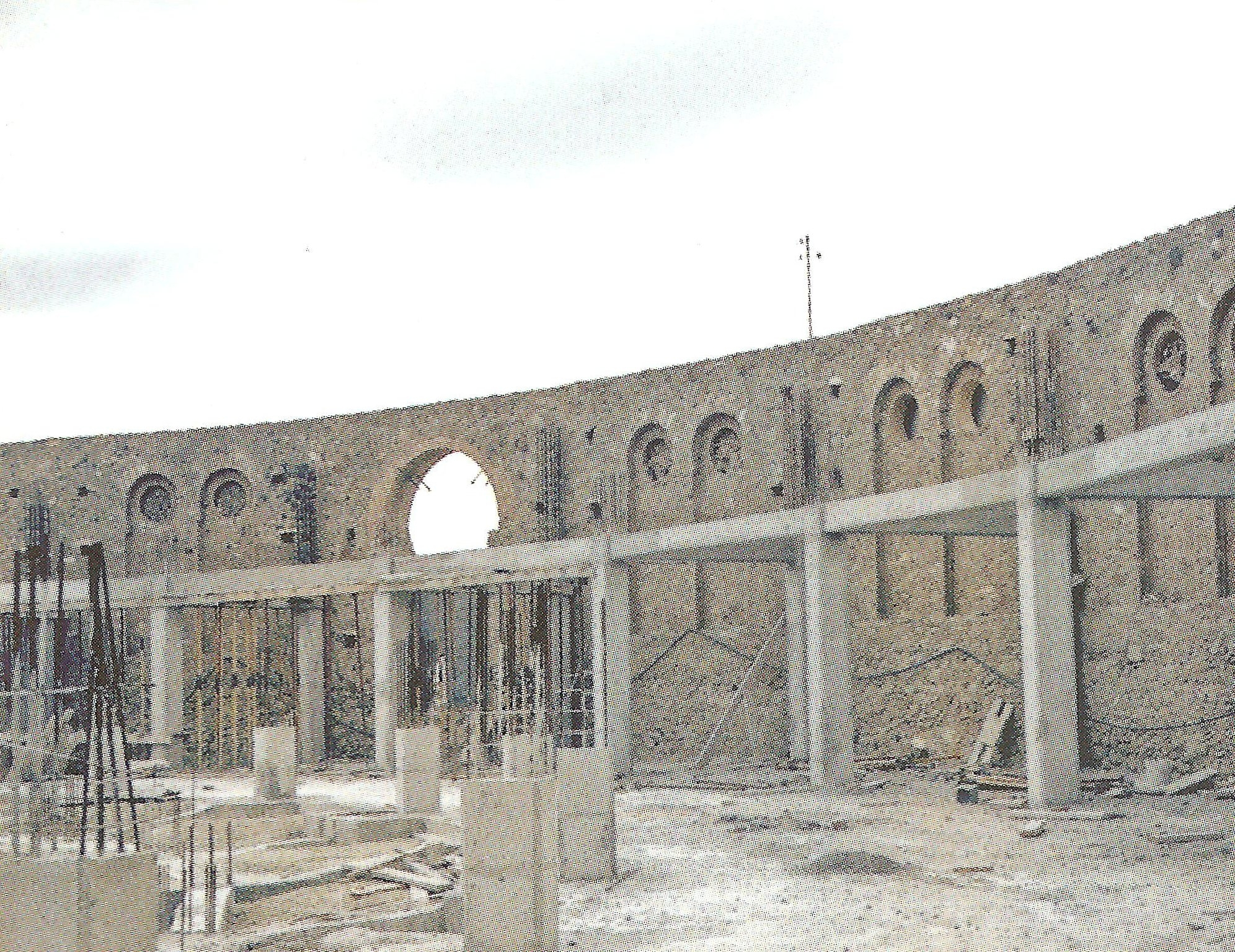
Trabajos de restauración de la Plaza de toros de Vera

En la década de los años 80, se inicia un nuevo periodo de decadencia de la plaza de toros ya que la Casa Consistorial no puede afrontar los costes necesarios para reparar los daños de la plaza. En 1987, el arquitecto almeriense, Javier Peña, presentó el proyecto del coso a petición del Ayuntamiento. Impulsada por la formación del Club Taurino Veratense, las obras de remodelación se iniciaron finalmente en septiembre de 1991. Las obras finalizaron en el año 1997, y se reinauguró el 25 de septiembre de este mismo año, en celebración de San Cleofás, patrón de Vera.

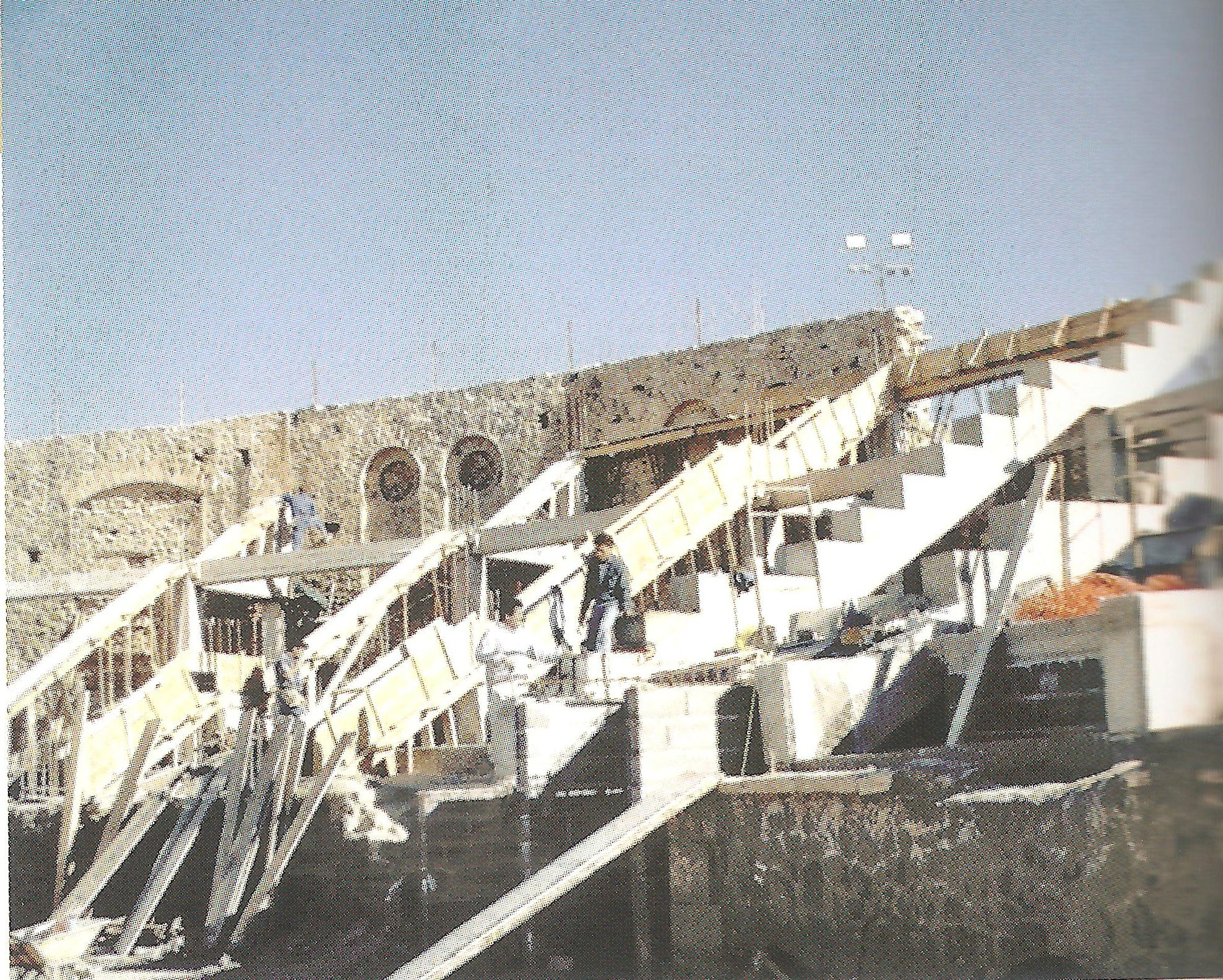
Trabajos de restauración de la Plaza de toros de Vera

Desde entonces, el ruedo ha visto celebrar numerosos corridas en diferentes con motivos de las fiestas patronales, día de Andalucía y otras festividades. Así mismo, se ha utilizado para otro tipo de espectáculos, fundamentalmente musicales y de ocio.

## Instalaciones
La plaza de toros de Vera cuenta con 4800 localidades alrededor del ruedo. Estas se reparten entre cinco tendidos, dos de ellos completamente en sombra. Para el mantenimiento de los toros, la plaza posee cinco corrales y ocho chiqueros, con una capacidad para mantener a la vez 6 toros para lidiar y 2 sobrantes. 

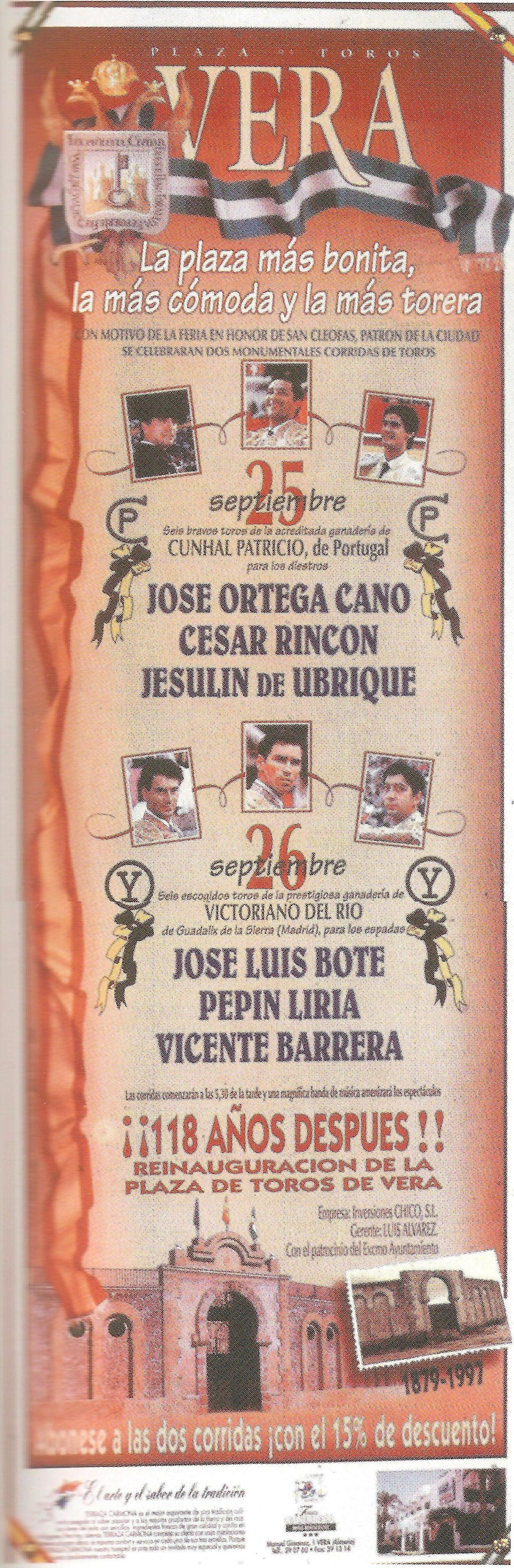
Cartel de la reinauguración de la Plaza de toros de Vera (1997)

El coso también cuenta con un patio de caballos y una serie de cuadras para el mantenimiento de los caballos, una oficina para los veterinarios, una sala de despiece, una enfermería, calabozos, una capilla con una imagen de Ntra Sra de las Angustias Patrona de Vera, donada por el Club Taurino en el año de la reinauguración de la plaza, y un museo taurino.

### Museo Taurino
El Museo Taurino veratense se encuentra en los bajos de la propia Plaza de Toros de Vera. Fue inaugurado el 15 de junio de 2002, con el objetivo de recoger los sucesos históricos acontecidos en relación con la plaza y a la práctica de la tauromaquia en la zona. Su construcción se llevó a cabo por parte del arquitecto técnico José Manuel Ramírez junto con la colaboración del ayuntamiento y de diversos miembros del club taurino veratense y de la Terraza Carmona, el empresario de la plaza y algunos aficionados destacados. 
El museo cuenta con una exposición permanente donde se encuentran diversos objetos relacionados con la actividad de la plaza en sus diversas épocas y con reproducciones de documentos del Archivo Histórico Municipal que tratan sobre la tradición y la realización de festejos taurinos en Vera y en la comarca.

## Club Taurino Veratense
El Club Taurino Veratense nació en 1980, formado por un grupo de ciudadanos que se unieron con el objetivo de revitalizar la práctica de festejos taurinos que se había reducido notablemente por el mal estado en el que se encontraba la plaza. Su primera acta data del 10 de agosto de 1990 y su primer presidente fue José María Ledesma Navarro. El Club Taurino contribuyó a la reinauguración de la plaza y a la organización de festejos taurinos en ella.

## Festejos y actos
Entre los principales eventos taurinos que se realizan cada año en el coso destacan las corridas de toros realizadas anualmente en la plaza con motivo de la celebración de las fiestas en honor al Patrón de Vera "San Cleofás", ya sean tanto de rejoneo como de toreo. La plaza no es utilizada solamente para la tauromaquia, sino que también se han realizado eventos culturales, deportivos y de ocio. 

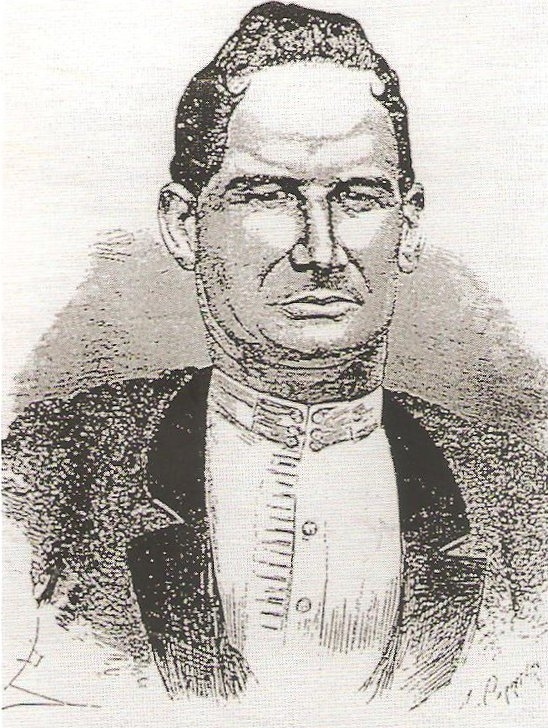
Primer espada de la plaza de toros de Vera, Gonzalo Mora.

Desde el nacimiento de la Plaza de Toros de Vera se han realizado corridas donde han lidiado los toreros con mayor prestigio en el ámbito nacional, entre los que destacan Jesulín de Ubrique, José Ortega Cano, Javier Conde, Julián López Escobar "el Juli", Manuel Jesús Cid Salas "el Cid", David Fandila "el Fandi", Francisco Ruiz Miguel, Antonio Chenel Albadalejo "Antoñete", los hermanos Rivera Ordóñez, el Cordobés (padre e hijo), Juan Antonio Ruiz Román "Espartaco", el cual tiene una estatua conmemorativa por realizar su retirada del toreo en el ruedo veratense. Además, se han realizado corridas de rejoneo que han tenido gran popularidad, donde han toreado grandes rejoneadores como, Fermín Bohórquez, Álvaro Domecq, Andy Cartagena, Diego Ventura...
El 25 de septiembre del año 2013, la plaza hizo historia indultando a un toro bravo por primera vez desde que se creó, hojalatero de nombre fue indultado por Manuel Díaz el cordobés por tener un comportamiento brillante. 
El 23 de septiembre de 2018, hubo que cambiar a dos toros dando paso a los dos sobreros, sin embargo, cuando el 5 toro había terminado de lidiarse sonó por la megafonia de la plaza un aviso comunicando que un toro se había dañado un pitón en el encierro de la mañana y los dos sobreros ya habían sido lidiados terminando así el festejo de esa tarde tal y como indica el reglamento taurino para estos casos.
La corrida de 2023 no estuvo exenta de polémica, la empresa organizadora cambió la ganadería pocas horas antes del inicio de la corrida. Se anunciaban toros de Álvaro Núñez y terminaron siendo de Vellosino, ganadería que trajo toros sin fuerza que apenas se podía torear. Se cambió al primero y el último fue un lamentable espectáculo en el que el torero tuvo que matar al toro que no se podía ni levantar del suelo sin ni siquiera picarlo. Una estafa de la que todavía no se ha pedido una disculpa pública.